# 프란카 바텔리치
프란카 바텔리치(Franka Batelić, 1992년 6월 7일 ~ )는 크로아티아의 싱어송라이터이다. 유로비전 송 콘테스트 2018 크로아티아 대표 참가자이며, 참가곡은 "Crazy"이다. 크로아티아의 음악 경연 프로그램 《쇼타임》 시즌 1 우승자이다.

## 음반 목록
- Featuring (2012)